# Variacions simfòniques
Variacions simfòniques (Variations symphoniques), M. 46, és una obra per a piano i orquestra escrita el 1885 per César Franck. Ha estat descrita com «una de les obres més compactes i acabades de Franck», «una magnífica barreja de piano i orquestra», i «una obra impecable i tan propera a la perfecció com un compositor humà pot esperar aconseguir en una obra d'aquesta naturalesa». És un bon exemple de l'ús que fa Franck de la unitat cíclica, amb un tema que es converteix en diversos altres. El piano i l'orquestra comparteixen a parts iguals el desenvolupament de les idees. L'obra és en fa ♯ menor (amb l'últim moviment en fa ♯ major). La durada de l'actuació és d'uns quinze minuts, i la instrumentació és piano sol i orquestra: parelles de flautes, oboès, clarinets i fagots; quatre trompes; dues trompetes; timbales; i corda.

## Història

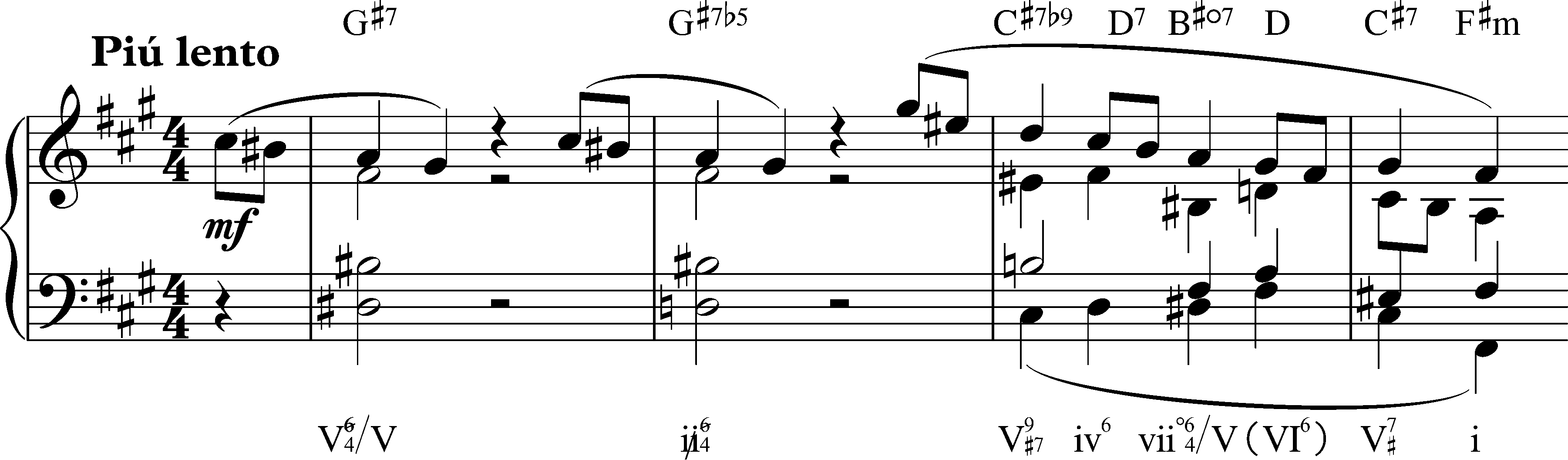
La segona frase, mm. 5-9, la primera a tempo lent, de les Variations symphoniques de César Franck (1885), presenta cromatisme per l'ús d'⁣acords manllevats i "línies de baix descendents" (guia de veu) i demostra que "l'evasivitat cromàtica interna de les frases [pot ser] contrarestada per la força i la claredat de la cadència", com ara el "moviment decidit de V de V a V a I".

L'obra va ser dedicada a Louis Diémer, qui el 15 de març de 1885 havia estrenat Les Djinns, un poema simfònic per a piano i orquestra que va valer a Franck un dels seus rars èxits de crítica. Va prometre recompensar Diémer amb "alguna cosa", i el resultat va ser les Variacions Simfòniques, amb una partitura similar. Franck va començar a treballar l'estiu de 1885 i va completar l'obra el 12 de desembre.

## Estrena
L'estrena l'1 de maig de 1886, al concert orquestral anual de la Société Nationale de Musique, va passar gairebé desapercebuda. El solista va ser Diémer sota la direcció del compositor. La segona actuació no va ser fins al dia 30 de gener de 1887, en un concert dedicat completament a Franck sota la direcció de Jules Pasdeloup, amb Diémer de nou com a solista. Tot i això, no va aconseguir impressionar. Abans i després de la mort de Franck, però, les seves obres van ser defensades pels seus alumnes, com ara Vincent d'Indy, Henri Duparc, Paul Dukas i Ernest Chausson; i les Variacions Simfòniques aviat van entrar al repertori de grans pianistes. Va ser principalment a través de la Simfonia en re menor i les Variacions Simfòniques que Franck es va fer famós pòstumament. L'obra ara s'interpreta regularment i s'ha enregistrat moltes vegades. Més tard es va arranjar per a dos pianos a quatre mans.

## Estructura
Si bé no hi ha dubte que demostra el domini de Franck de la forma de variació, l'estructura general de les Variacions simfòniques ha estat motiu de debat. Donald Tovey la va anomenar «una fantasia finament i lliurement organitzada, amb un episodi important en forma de variacions». Té tres grans parts, que es toquen sense interrupció: introducció, tema i variacions i final. Aquestes parts s'assemblen a la disposició ràpid-lent-ràpid d'un concert en tres moviments. Tot i que tota la peça està temàticament unificada, les variacions pròpies només ocupen el terç central de l'obra. La introducció ha recordat a molts comentaristes el tema del moviment lent del Concert per a piano núm. 4 de Beethoven.
Tota l'obra es basa en dos temes. La primera part comença en la tonalitat inicial de fa ♯ menor amb diferents elements dels temes interpretats per l'orquestra i el piano (Poco allegro). Aviat ambdós temes reben una exposició adequada, el primer (ascendent) en la major per l'orquestra (L'istesso tempo), el segon (descendent) en do ♯ menor pel piano (Poco più lento). Una secció de transició amb interacció entre l'orquestra i el piano (Allegro — Allegretto quasi andante) condueix a la segona part de l'obra.
És aquesta segona part la que conté les variacions. El tema principal (l'ascendent) l'anuncia el piano. És en fa ♯ menor. Les variacions segueixen. El seu nombre és debatut, i va des de sis fins a quinze depenent de com es compti: les variacions breus amb un caràcter similar es poden analitzar com a seccions de variacions més llargues i complexes.
La darrera variació està marcada Molto più lento. Canvia el mode de menor a major (fa ♯ major). Després d'això, la música torna a menor per a un nou episodi de transició, en què reapareix el tema descendent interpretat per les cordes con sordini amb un misteriós acompanyament d'arpegis del piano. És força llarga (uns 2 minuts) i acaba amb un trinat de piano que anuncia la part final.
L'obra acaba amb un final brillant en fa ♯ major paral·lel (Allegro non troppo). És un moviment compacte en forma sonata, complet amb un primer (el tema descendent) i un segon (el tema ascendent), desenvolupament i recapitulació. El segon tema apareix primer en re major i torna en fa ♯ major.

## Arranjaments
L’any 1946, el coreògraf Frederick Ashton va utilitzar l’obra de Franck per a un ballet també anomenat Symphonic Variations.
La Fantasia (quasi variazione) on the Old 104th Psalm Tune per a piano, cor i orquestra (1949) de Ralph Vaughan Williams presenta algunes similituds amb les Variacions simfòniques, però no manté la fidelitat de Franck a la forma clàssica de variació.